# Saïd Dghay
Saïd Dghay (en arabe; سعيد الدغاي),  né le 14 janvier 1964 au Maroc, est un footballeur international marocain qui évoluait au poste de gardien de but,.

## Biographie
Saïd Dghay débute et termine sa formation à l'Olympique de Casablanca. 
Il été retenu dans la liste du sélectionneur Abdellah Blinda pour disputer la Coupe du monde de football de 1994 mais il ne participa à aucun des trois que les Lions de l'Atlas ont disputé au cours de la compétition. Il est ainsi avec deux autres joueurs, l'un des seuls marocains à n'avoir participé à aucun match.
Mais avec son club, il remporte un championnat national lors de la saison 1993-1994 plus une place de vice-champion la saison suivante, deux coupes du Trône entre 1990 et 1992, et trois Coupe arabe des vainqueurs de coupe entre 1992 et 1994.

## Sélections en équipe nationale
| Caps | Date       | Match              | Lieu       | Score | Compétition |
| ---- | ---------- | ------------------ | ---------- | ----- | ----------- |
| 1    | 23/02/1994 | Maroc - Finlande   | Casablanca | 0 - 0 | Amical      |
| 2    | 23/03/1994 | Luxembourg - Maroc | Luxembourg | 1 - 2 | Amical      |
| 3    | 07/11/1994 | Maroc - Cameroun   | Casablanca | 1 - 1 | Amical      |